# Pengeseddel
En pengeseddel er et betalingsmiddel. Sedler er, sammen med mønter, defineret som kontanter. Det betyder, at de umiddelbart kan bruges ved køb og salg uden at skulle indløses først, og at de er upersonlige. De fleste pengesedler indeholder sikkerhedsanordninger for at forhindre forfalskning, blandt andet kobbertryk, vandmærker, ultraviolette mærker og serienumre. Pengesedler fremstilles typisk af papir, men også andre materialer er tænkelige. Australien indførte i 1988 pengesedler af polymer (en type plastik), og andre lande, bl.a. Storbritannien, har siden gjort det samme.

## Pengesedlernes historie
Oprindelig var værdien af penge bestemt af materialet, de var lavet af (først og fremmest guld eller sølv). Fordi det både var besværligt og farligt at transportere større mængder ædelmetal, og fordi der til tider var knaphed på ædelt metal til møntslagning, begyndte man at udstede garantibreve, normalt i form af et løfte om på anfordring at udbetale en tilsvarende mængde ædelt metal. Sådanne garantibreve var dog personlige og kunne dermed kun undtagelsesvis bruges direkte som betalingsmiddel. De var derfor ikke at betragte som egentlige pengesedler. Efterhånden blev garantibrevene upersonlige, så de kunne bruges som betalingsmiddel indenfor et bestemt område eller i en speciel bank.
Egentlige pengesedler har været i omløb i Kina siden ca. 1000 e.Kr. I Europa blev de første bankudstedte sedler, såkaldt kreditivsedler, udstedt i Sverige af Riksbanken i 1661.
Både private og offentlige banker kan udstede pengesedler efter visse regler. I moderne tid bliver pengesedler dog stort set udelukkende udstedt af statslige centralbanker som Danmarks Nationalbank, Norges Bank eller Bank of England, og disse sedler gælder som betalingsmiddel (valuta) i alle banker og forretninger i det pågældende land.

## Pengesedler i Danmark
I Danmark blev de første pengesedler udstedt under Store Nordiske Krig i 1713. Sedlerne kunne dog ikke veksles til mønter, og danskerne havde derfor ikke tillid til sedlerne, hvis kurs hurtigt faldt til en langt lavere værdi end de tilsvarende pålydende mønter. I 1728 blev sedlerne inddraget igen. I 1737 fik man de første danske pengesedler udstedt af en central bank, nemlig den private Kurantbanken, der var oprettet året før, og som fik eneret på at udstede pengesedler. Sedlerne skulle være søldvindløselige, men banken udstedte flere sedler, end den havde sølvdækning for, og også disse sedler mistede værdi. I 1757 blev deres sølvindløselighed ophævet.
I 1818 blev Danmarks Nationalbank stiftet som et privat aktieselskab og fik nu eneretten til at udstede pengesedler, i første omgang for de næste 90 år. Siden da har det udelukkende været Nationalbanken, der har stået for den danske pengeudstedelse. I starten var Nationalbankens pengesedler denomineret i den daværende møntfod rigsbankdaler. I 1875, da Danmark gennemførte en møntreform, hvor man erstattede de hidtidige rigsbankdaler og skilling med danske kroner og øre, udstedte Nationalbanken de første danske kronepengesedler, der lød på 10, 50, 100 og 500 kroner. Siden da har Nationalbanken med mellemrum udstedt nye serier af pengesedler. Siden 2. verdenskrig er der kommet nye serier i 1945, 1952, 1972, 1997 og 2009.. Af disse er det kun pengesedler fra 2009-serien, med en værdi op til 500 kroner, der efter d. 31. maj 2025 forbliver gyldige